# 니이다촌 (후쿠시마현 이와세군)
니이다촌(仁井田村)은 후쿠시마현 이와세군에 일찍이 존재했던 촌이다.

## 지리
현재의 스카가와시 북부, 고리야마시 북서부에 해당한다.

## 역사
- 1889년 4월 1일 - 정촌제 시행에 의해 니이다촌, 다테가오카촌, 나메오카촌이 합병해 이와세군 니이다촌이 성립하였다.
- 1955년 3월 10일 - 스카가와시에 편입해 소멸하였다.
- 1970년 - 구 니이다의 일부가 고리야마시에 편입되었다.

## 인구
- 1889년 2,375
- 1920년 3,091
- 1947년 4,722

## 참고문헌
- 角川日本地名大辞典編纂委員会『角川日本地名大辞典 7 福島県』、角川書店、1981年 ISBN 4040010701
- 日本加除出版株式会社編集部『全国市町村名変遷総覧』、日本加除出版、2006年、ISBN 4817813180